# Lucky Day (Doctor Who)
"Lucky Day" é o quarto episódio da 15.ª temporada da série de ficção científica britânica Doctor Who, lançado originalmente através do BBC iPlayer e Disney+ em 3 de maio de 2025. Foi escrito por Pete McTighe e dirigido por Peter Hoar.
No episódio, focado em Ruby Sunday (Millie Gibson), ela inicia um relacionamento com Conrad Clark (Jonah Hauer-King) enquanto tenta encontrar seu lugar no mundo após deixar o alienígena viajante do tempo conhecido como o Doutor (Ncuti Gatwa). Quando é revelado que Conrad quer "expor" a UNIT por seus objetivos serem "falsos", Ruby e Kate Lethbridge-Stewart (Jemma Redgrave) precisam lidar com as repercussões das ações dele.
O episódio foi idealizado pelo showrunner Russell T Davies, que contratou McTighe para escrever o episódio. Ele o usou para explorar os personagens de Ruby e Kate, além de explorar a "disseminação do ódio online" e seus efeitos. O monstro da história, o Shreek, foi baseado nos medos de infância de McTighe de criaturas semelhantes a cães no escuro, sendo retratado por meio de um traje e uma cabeça animatrônica. As filmagens ocorreram em novembro de 2023 e foi filmado simultaneamente com "The Robot Revolution". Por conta disso, o Doutor e sua acompanhante, Belinda Chandra (Varada Sethu), os protagonistas da série, aparecem apenas brevemente no episódio.
Recebeu críticas positivas, que destacaram a atuação de Gibson, a reviravolta em torno da verdadeira identidade de Conrad e o comentário social do episódio, mas foram mais negativos as tramas pouco desenvolvidas do episódio, bem como à execução de Conrad como antagonista.

## Enredo
O Doutor e Belinda Chandra chegam no dia de Ano Novo de 2007 e conhecem Conrad Clark com oito anos. Conrad continua a investigar avistamentos dele e da TARDIS. Após outro encontro casual com o Doutor e Ruby Sunday em 2024, Conrad publica a imagem de Ruby nas redes sociais. Em 2025, após encerrar suas viagens com o Doutor, Ruby descobre que Conrad a está procurando e se oferece para dar uma entrevista para seu podcast sobre o Doutor. Depois, ele a convida para um encontro, no qual ela o informa que ele foi marcado por uma criatura chamada Shreek no ano anterior e lhe dá um antídoto. O relacionamento deles continua a progredir, para o deleite da família de Ruby.
Em um fim de semana na vila natal de Conrad, Ruby percebe uma atividade misteriosa e liga para Kate Lethbridge-Stewart, que lhe diz que não há nada com que se preocupar. Ruby conta a Conrad que sofre de transtorno de estresse pós-traumático após suas experiências com o Doutor. No entanto, o Shreek aparece em busca de Conrad, que admite não ter tomado o antídoto. Kate e a UNIT são enviadas à vila, mas o Shreek é revelado como sendo falso, parte de uma armação orquestrada por Conrad. Um escândalo estoura e ele e seus seguidores continuam a perpetuar desinformação sobre a inexistência de alienígenas, desacreditando a UNIT.
Após Conrad publicar detalhes sobre os funcionários da UNIT, Kate descobre que um analista, Jordan Lang, está trabalhando com ele. Enquanto manifestantes cercam a sede da UNIT, Jordan leva Conrad para dentro do prédio, mas é incapacitado por ele. Alertada de sua presença, Kate permite que Conrad chegue ao andar de comando, onde ele se vangloria de estar transmitindo ao vivo sua invasão enquanto continua a insultar o legado da UNIT, incluindo o do pai de Kate, o Brigadeiro Lethbridge-Stewart.
Kate liberta o Shreek, que começa a caçar Conrad. Eventualmente, ele admite em sua transmissão ao vivo ter mentido sobre a UNIT. Ruby atordoa o monstro e Conrad é preso. A opinião pública se volta a favor da UNIT, embora se sugira que as ações de Kate terão consequências ainda maiores. Ruby decide se afastar para superar seu trauma, e Kate oferece seu apoio quando estiver pronta para conversar. Enquanto isso, o Doutor materializa a TARDIS em volta de Conrad para repreendê-lo por ter machucado Ruby e seus amigos e lhe diz que ele morrerá na prisão e será esquecido pela história. No entanto, a diretora da penitenciária, Sra. Flood, aparece para libertá-lo, alegando que é seu "dia de sorte".

## Produção

### Desenvolvimento
O showrunner Russell T Davies desejava incluir um episódio discutindo a disseminação do "ódio tóxico online" e contatou o escritor Pete McTighe para escrever o roteiro. McTighe já havia escrito outros episódios da série quando Chris Chibnall era o showrunner. Ao escrever a história, ele disse que queria aproveitar a oportunidade para explorar o que acontece com uma acompanhante depois que ela deixa o Doutor, acreditando que isso raramente havia sido feito no passado. McTighe descreveu o episódio como uma mistura entre ação, comédia romântica e terror gótico. Ele também comparou um dos cenários principais a vila de Devil's End do serial de 1971 The Dæmons e o fato de ser uma história centrada em Ruby igual ao episódio de 2024 "73 Yards".
Ruby foi referida como tendo transtorno de estresse pós-traumático após seu tempo com o Doutor, que Davies queria retratar no episódio. Ele também permitiu que McTighe explorasse mais a personagem de Kate, com sua disposição de ir longe demais sendo algo que o roteirista afirmou que teria mais repercussões "além deste episódio, além desta temporada, até mesmo além deste show." McTighe desenvolveu o Shreek a partir da ideia de um "animal rastejante de quatro patas", apoiando-se em seus medos de infância sobre criaturas semelhantes a cães no escuro. Ele tornou suas motivações simples, com um desejo de caçar, para fazer um monstro que não pudesse ser raciocinado e que fosse aterrorizante. Antes disso, o Shreek foi mencionado pela primeira vez em Caged, um livro de 2024 escrito por Una McCormack. McTighe também incluiu uma série de easter eggs a episódios anteriores e da cultura popular. "Lucky Day" é um episódio "Doctor-lite", que Davies afirmou que exigia que eles encontrassem "maneiras inventivas" de incluir o Doutor, uma das quais é um flashback de uma história ambientada na temporada anterior. A leitura do roteiro ocorreu no Wolf Studios Wales em 7 de novembro de 2023.

### Elenco
Millie Gibson retorna como Ruby Sunday. É a primeira de duas aparições que ela fez durante a 15.ª temporada, bem como sua primeira aparição desde o especial de Natal de 2024, "Joy to the World". Em julho de 2024, no painel de Doctor Who na San Diego Comic-Con, foi oficialmente anunciado que Jonah Hauer-King havia sido escalado para um papel que estaria envolvido no arco de personagem de Ruby. Mais detalhes revelaram posteriormente que o ator interpretaria Conrad, um podcaster e namorado de Ruby.
Ncuti Gatwa e Varada Sethu também fazem breves aparições como o Décimo quinto Doutor e sua acompanhante, Belinda Chandra, respectivamente. Paul Jerricho, que interpreta Alfie, anteriormente interpretou Castellan em "The Five Doctors" (1983). Lachele Carl reprisou seu papel como a apresentadora de notícias Trinity Wells. Alex Jones aparece como ela mesma, uma apresentadora galesa no The One Show entrevistando Conrad. O restante do elenco convidado inclui Jemma Redgrave, Ruth Madeley, Michelle Greenidge, Angela Wynter, Alexander Devrient e Anita Dobson, bem como Nicholas Briggs em um papel de dublagem.

### Designde produção e filmagens
O traje principal do Shreek foi construído usando moldes de fibra de vidro e argila, com o modelo final eventualmente sendo injetado com silicone e pintado e utiliza uma cabeça animatrônica. As fantasias do monstro usadas pelos amigos de Conrad foram projetados como versões derivadas do traje principal do Shreek. A equipe de design da Millenium FX instruiu um designer a observar a fantasia principal apenas uma vez e, em seguida, criar a versão derivada de memória, refletindo assim a lógica de construção dentro do universo da série. A equipe enfrentou o desafio de fazer com que os trajes parecessem convincentes, mas ao mesmo tempo tivessem a aparência de "fantasias de borracha". Os intérpretes do Shreek não conseguiam enxergar através das máscaras, sendo necessário direcionamento externo para que soubessem para onde ir.
A inclusão de manequins na cena em que Conrad explora a loja de departamentos abandonada, onde aparecem o Shreek, foi resultado do desejo de McTighe de fazer uma referência ao primeiro episódio da era moderna de Doctor Who, "Rose" (2005), que apresentava manequins vivos conhecidos como Autons. A figurinista Pame Downe criou os trajes de Ruby com tons de azul-escuro e verde, cores que Gibson considerou "mais maduras". Um dos trajes incluía um terno risca de giz com calça combinando, o que, segundo a atriz, remetia a um dos figurinos usados por David Tennant em temporadas anteriores da série.
"Lucky Day" foi dirigido por Peter Hoar. O episódio fez parte do segundo bloco de produção da 15.ª temporada, juntamente com o primeiro episódio, "The Robot Revolution", e foi gravado após "Joy to the World", pertencente ao bloco anterior. Os dois episódios desse bloco foram filmados de forma simultânea, utilizando a técnica de gravação consecutiva (back-to-back). A fotografia principal do episódio começou em 14 de novembro de 2023. Gibson e Hauer-King foram vistos gravando cenas juntos dois dias depois.
As filmagens em locação aconteceram no centro da cidade de Cardiff em 24 de novembro. A produção utilizou a antiga loja de departamentos Howells para a cena da loja abandonada mencionada anteriormente — o mesmo local foi usado em "Rose". Para as cenas ambientadas na vila, a cidade de Newton, em Porthcawl, foi utilizada, com gravações ocorrendo entre os dias 27 e 29 de novembro. Dois terços do orçamento destinado ao bloco de filmagens de seis semanas foram gastos nesses três dias, dos quais três horas foram dedicadas apenas à gravação de três tomadas com um helicóptero.

## Transmissão e recepção

### Transmissão
"Lucky Day" foi lançado simultaneamente às 8h (BST) no BBC iPlayer no Reino Unido e no Disney+ no resto do mundo em 3 de maio de 2025. Uma transmissão na BBC One ocorreu mais tarde naquele dia.

### Audiência
O episódio foi visto por 1,5 milhão de espectadores após sua exibição na BBC One, um declínio em relação aos episódios anteriores e estabelecendo um novo recorde negativo após a audiência de 1,58 milhão de pessoas de "Lux".

### Recepção crítica
| Críticas profissionais: | Críticas profissionais: |
| Avaliações da crítica   | Avaliações da crítica   |
| Fonte                   | Avaliação               |
| ----------------------- | ----------------------- |
| The A.V. Club           | B-                      |
| Bleeding Cool           | 10/10                   |
| Evening Standard        | [ 32 ]                  |
| GamesRadar+             | [ 33 ]                  |
| IGN                     | 7/10                    |
| Radio Times             | [ 35 ]                  |
| Vulture                 | [ 36 ]                  |

Robert Anderson, escrevendo para a IGN, elogiou o roteiro do episódio, a atuação de Gibson e o uso de Conrad como antagonista. No entanto, afirmou que, em alguns momentos, o episódio pode parecer "vazio" e que o arco de desenvolvimento de Ruby não foi tão bem executado quanto poderia ter sido. Daniel Cooper, do Engadget, também destacou positivamente a revelação sobre a identidade de Conrad, a escrita de McTighe e o comentário social presente no episódio, mas criticou o uso da ideia — já recorrente — de que sobreviventes de abusos tendem a repetir esse ciclo como pano de fundo para a história de Conrad. Adi Tantimedh, do Bleeding Cool, elogiou o episódio, destacando a reviravolta envolvendo Conrad e a crítica social abordada.
Stefan Mohamed, do Den of Geek, considerou vários pontos da trama pouco desenvolvidos, argumentando que o arco de Ruby foi enfraquecido por sua vida familiar estável e que o fato de Conrad representar todos os aspectos dos problemas sociais discutidos o tornou um personagem excessivamente complexo e com motivações pouco claras. Ainda assim, elogiou a atuação de Gibson e destacou positivamente a participação de Kate no episódio. Vicky Jessop, escrevendo para o Evening Standard, fez uma avaliação positiva do episódio, embora tenha considerado fraca a construção de Conrad como vilão e apontado que as consequências de suas ações não foram suficientemente exploradas. Isobel Lewis, escrevendo para o The A.V. Club, apontou que o episódio apresentou problemas de consistência que não estavam presentes no restante da temporada. Ela também afirmou que o episódio repetiu temas já tratados anteriormente em "73 Yards", fazendo uma comparação negativa entre aquele episódio e "Lucky Day".